# Auvilliers-en-Gâtinais
Auvilliers-en-Gâtinais és un municipi francès, situat al departament del Loiret i a la regió de Centre. L'any 2007 tenia 335 habitants.

## Demografia

### Població
El 2007 la població de fet d'Auvilliers-en-Gâtinais era de 335 persones. Hi havia 145 famílies, de les quals 34 eren unipersonals (15 homes vivint sols i 19 dones vivint soles), 65 parelles sense fills, 42 parelles amb fills i 4 famílies monoparentals amb fills.
La població ha evolucionat segons el següent gràfic:
Habitants censats

### Habitatges
El 2007 hi havia 201 habitatges, 150 eren l'habitatge principal de la família, 34 eren segones residències i 17 estaven desocupats. 193 eren cases i 4 eren apartaments. Dels 150 habitatges principals, 118 estaven ocupats pels seus propietaris, 29 estaven llogats i ocupats pels llogaters i 4 estaven cedits a títol gratuït; 7 tenien dues cambres, 32 en tenien tres, 47 en tenien quatre i 65 en tenien cinc o més. 126 habitatges disposaven pel capbaix d'una plaça de pàrquing. A 69 habitatges hi havia un automòbil i a 71 n'hi havia dos o més.

### Piràmide de població
La piràmide de població per edats i sexe el 2009 era:
| Homes | Edats   | Dones |
| ----- | ------- | ----- |
| 0     | 95 o +  | 0     |
| 0     | 90 a 94 | 0     |
| 1     | 85 a 89 | 2     |
| 7     | 80 a 84 | 1     |
| 4     | 75 a 79 | 7     |
| 9     | 70 a 74 | 6     |
| 13    | 65 a 69 | 16    |
| 13    | 60 a 64 | 12    |
| 7     | 55 a 59 | 8     |
| 10    | 50 a 54 | 14    |
| 10    | 45 a 49 | 12    |
| 13    | 40 a 44 | 16    |
| 9     | 35 a 39 | 11    |
| 9     | 30 a 34 | 8     |
| 10    | 25 a 29 | 8     |
| 9     | 20 a 24 | 6     |
| 12    | 15 a 19 | 9     |
| 15    | 10 a 14 | 8     |
| 4     | 5 a 9   | 3     |
| 2     | 0 a 4   | 2     |

## Economia
El 2007 la població en edat de treballar era de 209 persones, 161 eren actives i 48 eren inactives. De les 161 persones actives 141 estaven ocupades (83 homes i 58 dones) i 19 estaven aturades (8 homes i 11 dones). De les 48 persones inactives 22 estaven jubilades, 8 estaven estudiant i 18 estaven classificades com a «altres inactius».

### Ingressos
El 2009 a Auvilliers-en-Gâtinais hi havia 158 unitats fiscals que integraven 362 persones, la mediana anual d'ingressos fiscals per persona era de 19.102 €.

### Activitats econòmiques
Dels 7 establiments que hi havia el 2007, 1 era d'una empresa extractiva, 2 d'empreses de construcció, 1 d'una empresa de comerç i reparació d'automòbils, 1 d'una empresa de transport, 1 d'una empresa immobiliària i 1 d'una empresa de serveis.
Els 2 serveis als particulars que hi havia el 2009 eren fusteries.
L'any 2000 a Auvilliers-en-Gâtinais hi havia 19 explotacions agrícoles.

## Poblacions més properes
El següent diagrama mostra les poblacions més properes.